# Rochus Leonhardt
Rochus Leonhardt (* 1965 in Leipzig) ist ein deutscher Theologe. Er ist Professor für Systematische Theologie.

## Leben
Rochus Leonhardt studierte von 1986 bis 1992 Evangelische Theologie an den kirchlichen Hochschulen Naumburg (Saale) und Leipzig. Zwischen 1992 und 1993 absolvierte er sein Vikariat in der evangelisch-lutherischen Landeskirche Sachsen. Er nahm 1994 eine Tätigkeit als wissenschaftlicher Mitarbeiter auf und wurde 1997 wissenschaftlicher Assistent an der Theologischen Fakultät der Universität Rostock. 1996 wurde er promoviert und 2001 habilitierte er sich im Fach systematische Theologie.
Von 2003 bis 2006 hatte er eine Lehrstuhlvertretung an der Helmut-Schmidt-Universität in Hamburg inne. 2007 bekam er ein Heisenberg-Stipendium, bis er 2011 die Professur für systematische Theologie an der Universität Leipzig übernahm.

## Positionen in gesellschaftlichen Debatten
2019 kritisierte Leonhardt die Petition zur Abberufung des sächsischen evangelischen Landesbischofs Carsten Rentzing. Rentzing hatte zwanzig Jahre vor seiner Berufung eine Publikation mit ultrakonservativen Positionen verantwortet sowie 2013 eine Veranstaltung der neurechten Bibliothek des Konservatismus mitgestaltet. Leonhardt bezeichnete das Petitionsbegehren als „kleingeistige Blockwartmentalität“, auch wenn er Rentzings späte Aufklärung als kritikwürdig einschätzt.
2021 untersuchte Leonhardt mit vier weiteren Theologen im Buch Christentum von rechts die Verzahnung von Christentum und neurechten Einstellungen. Darin schrieb er, die AfD sei – damals – eine Herausforderung, aber keine Gefahr für die Demokratie. Weiterhin wies er auf eine moralisch aufgeladene Stigmatisierung bestimmter politischer Ansichten in Deutschland hin. Auch den „Haltungsjournalismus“ von Vertretern des öffentlich-rechtlichen Rundfunks (beispielhaft nannte er Georg Restle) kritisiert Leonhardt. Leonhardt warnte von einem „schlichten Freund-Feind-Dualismus“ und plädierte dafür, neurechte Positionen nicht kategorisch auszuschließen, sondern sachlich zu diskutieren, um eine Spaltung anhand von politischen Sichtweisen zu vermeiden.
2022 kritisierte Leonhardt wiederholt die „Impffrömmigkeit“ der Kirchen und die nach seiner Ansicht übertriebenen Schutzmaßnahmen, die im Zuge der Corona-Pandemie spürbar geworden seien.
2023 veröffentlichten Thomas A. Seidel und Sebastian Kleinschmidt die 8. Ausgabe der Publikationsreihe Georgiana mit dem Titel Angst, Politik, Zivilcourage – Rückschau auf die Corona-Krise. Neben zahlreichen Vertretern der Neuen Rechten (Staffan Carlsson, Christian Dietrich, Erich Freisleben, Uwe Kolbe, Vanessa Krämer, André Kruschke, Vera Lengsfeld, Wolfgang Sander, Kathrin Schmidt, Heimo Schwilk, Harald Seubert, Markus Spieker, Hellmut Seemann, Ulrich Teusch, Annette Weidhas) findet sich auch ein Beitrag von Rochus Leonhardt in diesem Buch. Die Ausgabe wurde kurz nach Erscheinen von der Evangelischen Verlagsanstalt zurückgezogen, weil sie in verschiedenen Artikeln antisemitische, neurechte, antidemokratische und verschwörungstheoretische Aussagen enthielt. Leonhardts Artikel widmete sich maßgeblich der Frage, wie in der Corona-Pandemie Impfungen popularisiert und Impfverweigerung sanktioniert wurde. Dabei argumentierte er, die Corona-Politik habe „zur ersten großen Diskriminierungskampagne im wiedervereinigten Deutschland“ geführt. Leonhardt verteidigte danach  die Gesamtausgabe und seinen Artikel, letzteren mit dem Argument, „BIPoCs, Migrantinnen und Geflüchtete“ seien in Deutschland zu keiner Zeit durch staatliche Maßnahmen diskriminiert worden.

## Veröffentlichungen
- Glück als Vollendung des Menschseins. Die beatitudo-Lehre des Thomas von Aquin im Horizont des Eudämonismus-Problems. Berlin/New York 1998 (Arbeiten zur Kirchengeschichte. 68).
- mit Martin Rösel (Hrsg.): Dürfen wir lügen? Beiträge zu einem aktuellen Thema. Neukirchen-Vluyn 2002.
- Protestantismus und Skeptizismus. Der philosophische Ansatz Odo Marquards als Herausforderung an die evangelische Theologie. Tübingen 2003.
- mit Christian Danz (Hrsg.): Erinnerte Reformation, Studien zur Luther-Rezeption von der Aufklärung bis ins 20. Jahrhundert. Berlin/New York 2008.
- Grundinformation Dogmatik. 4. Auflage. Göttingen 2009.
- (Hrsg.): Die Aktualität der Sünde, Ein umstrittenes Thema der Theologie in interkonfessioneller Perspektive. Frankfurt am Main 2010.
- Religion und Politik im Christentum. Nomos, Baden-Baden 2017, ISBN 978-3-8487-2104-7.
- Ethik – Lehrwerk evangelische Theologie. Band 6. Evangelische Verlagsanstalt,  Leipzig 2019, ISBN 978-3-374-05486-2.